# Целебесский макак
Целебесский макак, или чёрный макак-маг (лат. Macaca maura) — вид приматов семейства мартышковых.

## Описание
Окрас шерсти преимущественно тёмно-коричневого или тёмно-серого цвета, задняя область тела может быть светло-серого цвета. Он отличается от других живущих на острове Сулавеси видов, включая хохлатого павиана, отсутствием вихра. Животные достигают в длину от 60 до 70 см, хвост представляет собой короткий кончик. Самцы могут весить до 10 кг, самки значительно легче.

## Распространение и образ жизни
Целебесский макак живёт исключительно на юго-западе острова Сулавеси (ранее Целебес), его местообитание — это преимущественно тропические влажные джунгли. Это дневные животные, живущие как на земле, так и на деревьях. Они образуют группы от 5 до 25 особей, которые состоят из нескольких самцов и самок, а также общего подрастающего поколения. Питание состоит из плодов (преимущественно инжира), семян бамбука, почек растений и мелких животных.
Через примерно 160—186 дней беременности самка рожает чаще единственного детёныша. Отвыкание происходит через 6—12 месяцев, а в возрасте от 2 до 4 лет животные становятся половозрелыми. Продолжительность жизни может составлять до 28 лет.

## Угрозы
Животные находятся под угрозой из-за растущего разрушения их и без того небольшого жизненного пространства. Согласно оценкам, в природе живут примерно 1000 особей этих животных, МСОП причисляет их к категории «угрожаемых видов» (endangered).